# Caleta Tumbes
Tumbes es una caleta de pescadores de la Zona Centro-Sur de Chile ubicada en la comuna de Talcahuano, Región del Biobío, a solo 12 km al norte de dicha ciudad, en la Península de Tumbes. Se caracteriza por ser un pintoresco lugar gracias a sus construcciones y variados tipos de embarcaciones ubicadas en el mar, destacando sus parajes que miran hacia la Isla Quiriquina.
Se encuentra en el noreste de la península de Tumbes, en la boca chica de la bahía de Concepción, que la conecta con el océano Pacífico. Según el censo de 1992, su población era de 1131 habitantes, en tanto que en 2002 subió a 1344.

## Economía
La actividad económica de esta caleta es la pesca artesanal, y la extracción de productos del mar, tales como piures, almejas, cholgas, erizos, jaibas, ulte, etc. Sin embargo, y producto de la pavimentación del camino en el último tiempo, ha comenzado a impulsar fuertemente el rubro gastronómico, con el establecimiento de restaurantes y locales de venta de productos del mar.
También en esta caleta se construyen motonaves pesqueras para el uso de la pesca artesanal las que anualmente son baradas para su mantención anual.

## Servicios
Tiene una escuela básica. Tiene una posta rural dependiente del CESFAM Los Cerros. Posee servicios básicos de luz eléctrica, agua potable y televisión satelital. También se encuentra ubicado uno de los catorce cementerios simbólicos que hay en la región, para conmemorar a personas presuntamente fallecidas que fueron víctimas de naufragio.

### Vialidad
Caleta Tumbes está comunicada con la ciudad de Talcahuano a través de un camino pavimentado. El trayecto en bus dura aproximadamente 20 minutos, mientras que en automóvil son 12 a 15 minutos.

## Cultura popular

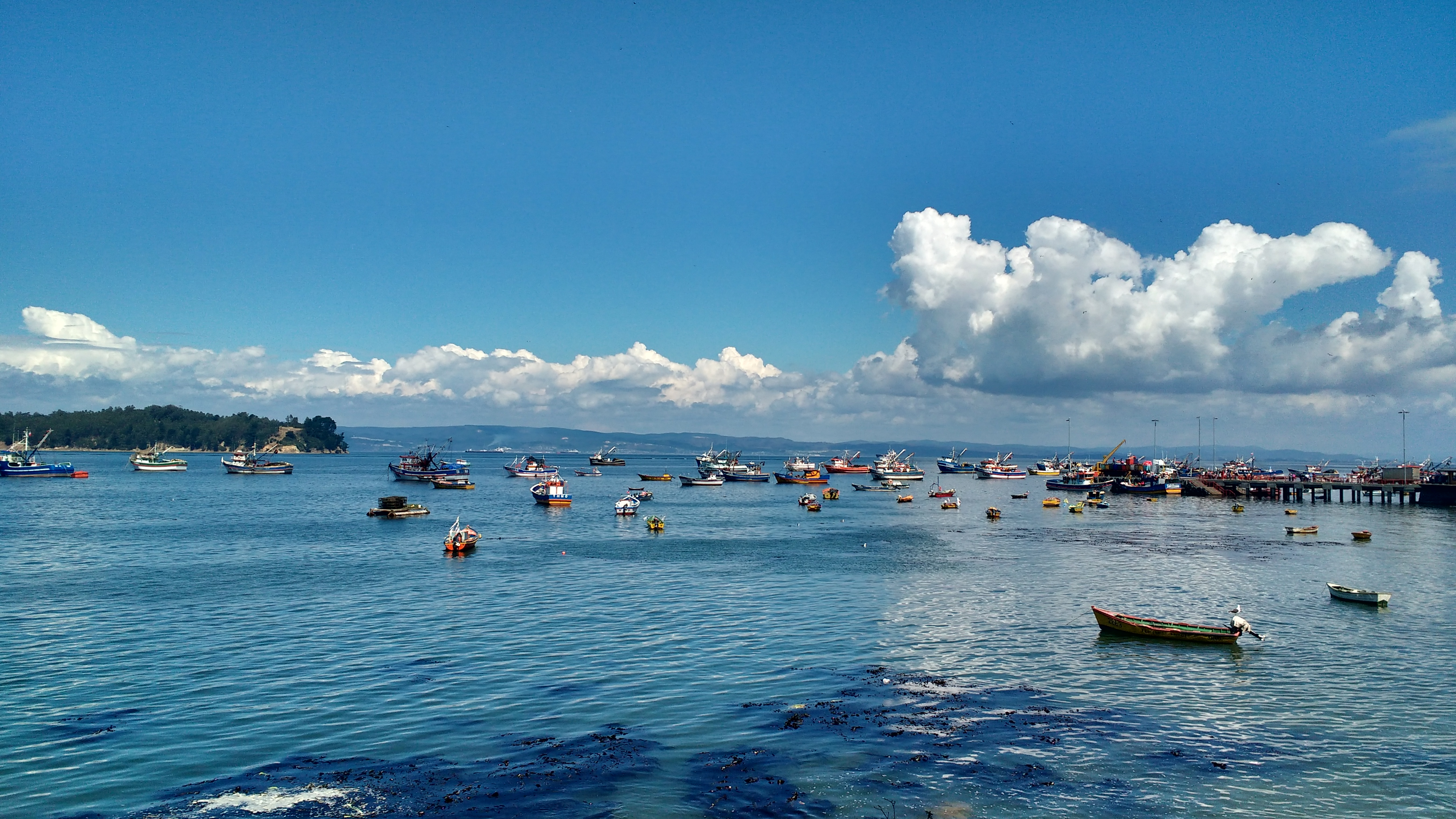
Vista hacia la caleta Tumbes, Talcahuano.

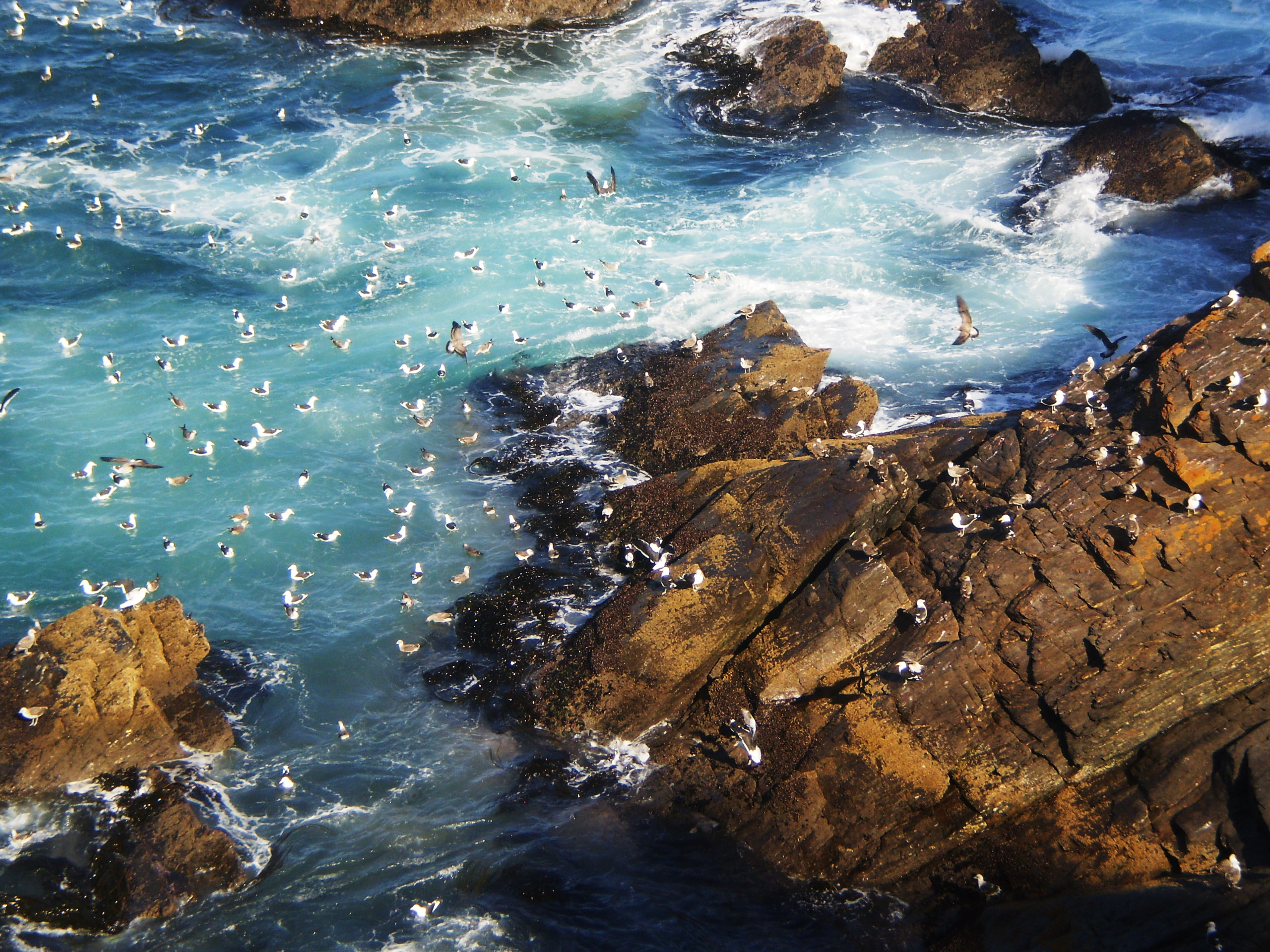
Aves sobre los riscos de Tumbes.

Fue popularizada por ser la localización de la teleserie del canal TVN Santo ladrón, protagonizada por Álvaro Rudolphy y Sigrid Alegría. 
La cultura de los habitantes de la caleta está basada en creencias y costumbres transmitidas de generación en generación, en las que se destacan la fiesta de su patrón pescador San Pedro, en la que se engalanan las naves, llenas de visitas a las que se atiende con bebida y comida mientras se efectúa un paseo por la bahía de Talcahuano.[cita requerida]